# Lamposaari (ö i Mellersta Finland, Äänekoski, lat 62,74, long 25,80)
Lamposaari är en ö i Finland. Den ligger i sjön Sumiainen och i kommunen Äänekoski i den ekonomiska regionen  Äänekoski ekonomiska region  och landskapet Mellersta Finland, i den centrala delen av landet, 290 km norr om huvudstaden Helsingfors. Öns area är 4,6 hektar och dess största längd är 370 meter i öst-västlig riktning.